# 圣厄特罗普
圣厄特罗普（法語：Saint-Eutrope，法語發音：[sɛ̃.t‿øtʁɔp]）是法国夏朗德省的一个旧市镇，位于该省南部，属于昂古莱姆区。2017年1月1日，圣厄特罗普和相邻的另外4个市镇合并为新市镇蒙莫罗（Montmoreau）。

## 地理
圣厄特罗普（45°25'5"N, 0°6'41"E）面积2.67 平方千米，位于法国新阿基坦大区夏朗德省，该省份为法国西部内陆省份，北起德塞夫勒省和维埃纳省，东临上维埃纳省，东南至多尔多涅省，南至多爾多涅省，西接滨海夏朗德省。
与圣厄特罗普接壤的市镇（或旧市镇、城区）包括：库尔雅克、蒙莫罗-圣西巴尔、诺纳克、佩里尼亚克、圣洛朗德贝尔扎戈。

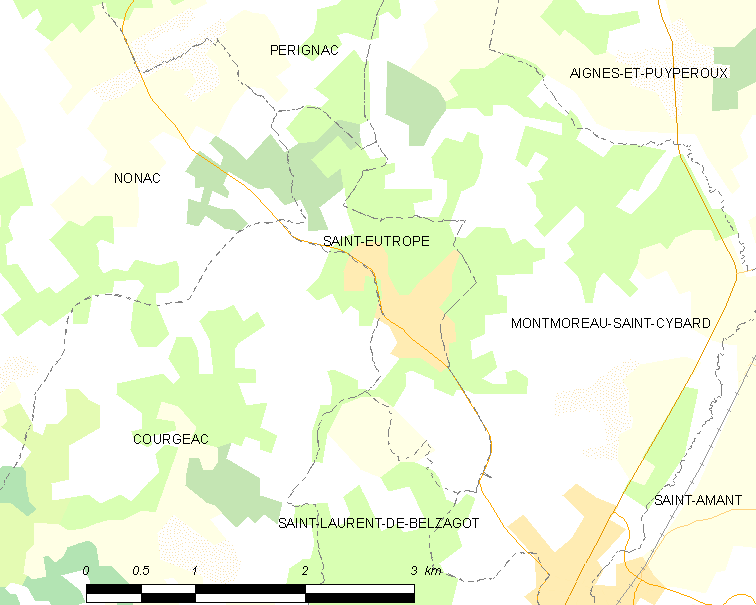
圣厄特罗普的OSM定位图

圣厄特罗普的时区为UTC+01:00、UTC+02:00（夏令时）。

## 行政
圣厄特罗普的邮政编码为16190，INSEE市镇编码为16314。

## 政治
圣厄特罗普所属的省级选区为蒂德-拉瓦莱特县。

## 人口

1962-2008年间圣厄特罗普人口变化图示

圣厄特罗普于2018年1月1日时的人口数量为168人。